# St. Barbara (Oberschwappach)

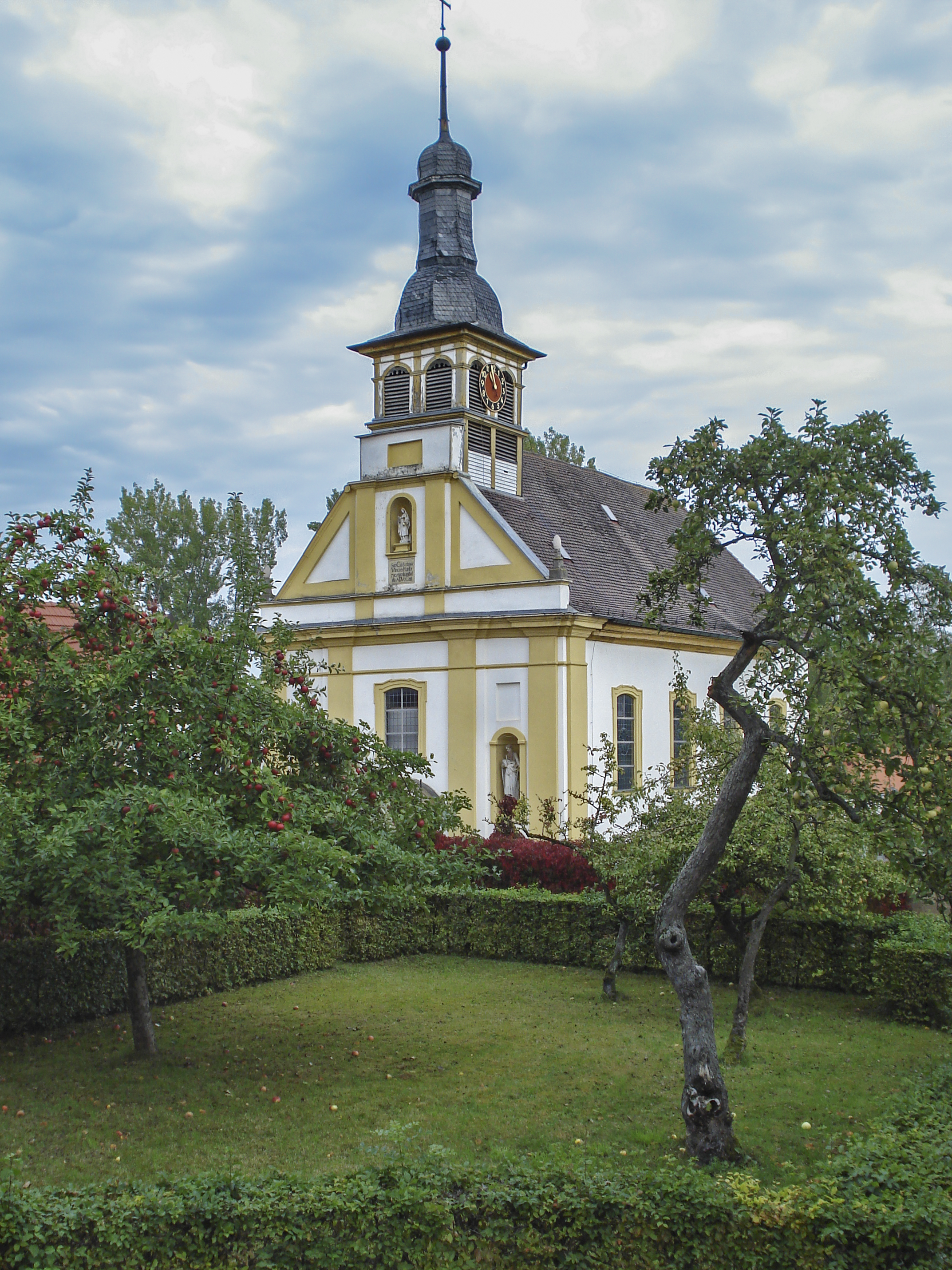
Die Kirche in Oberschwappach

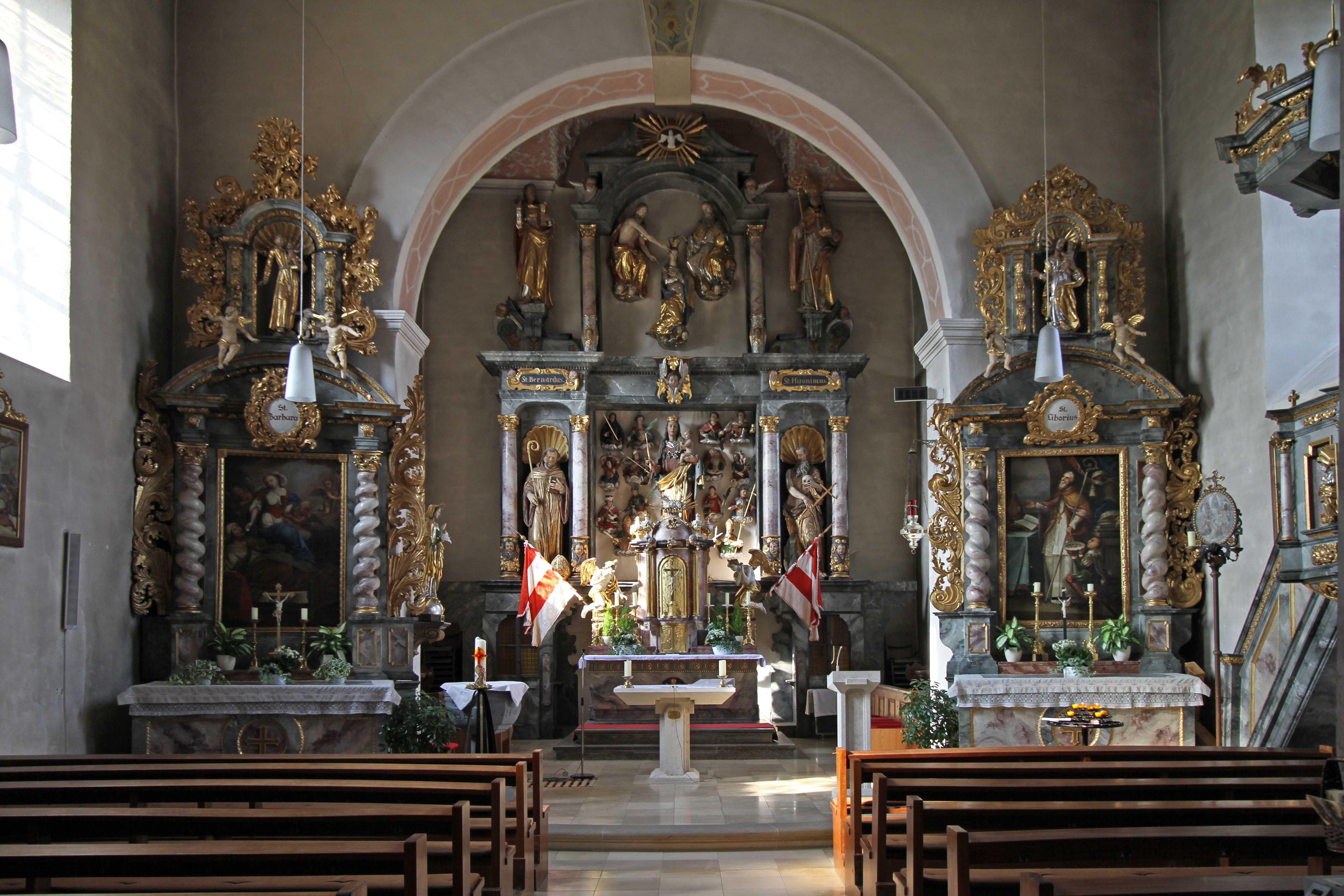
Innenraum der Kirche

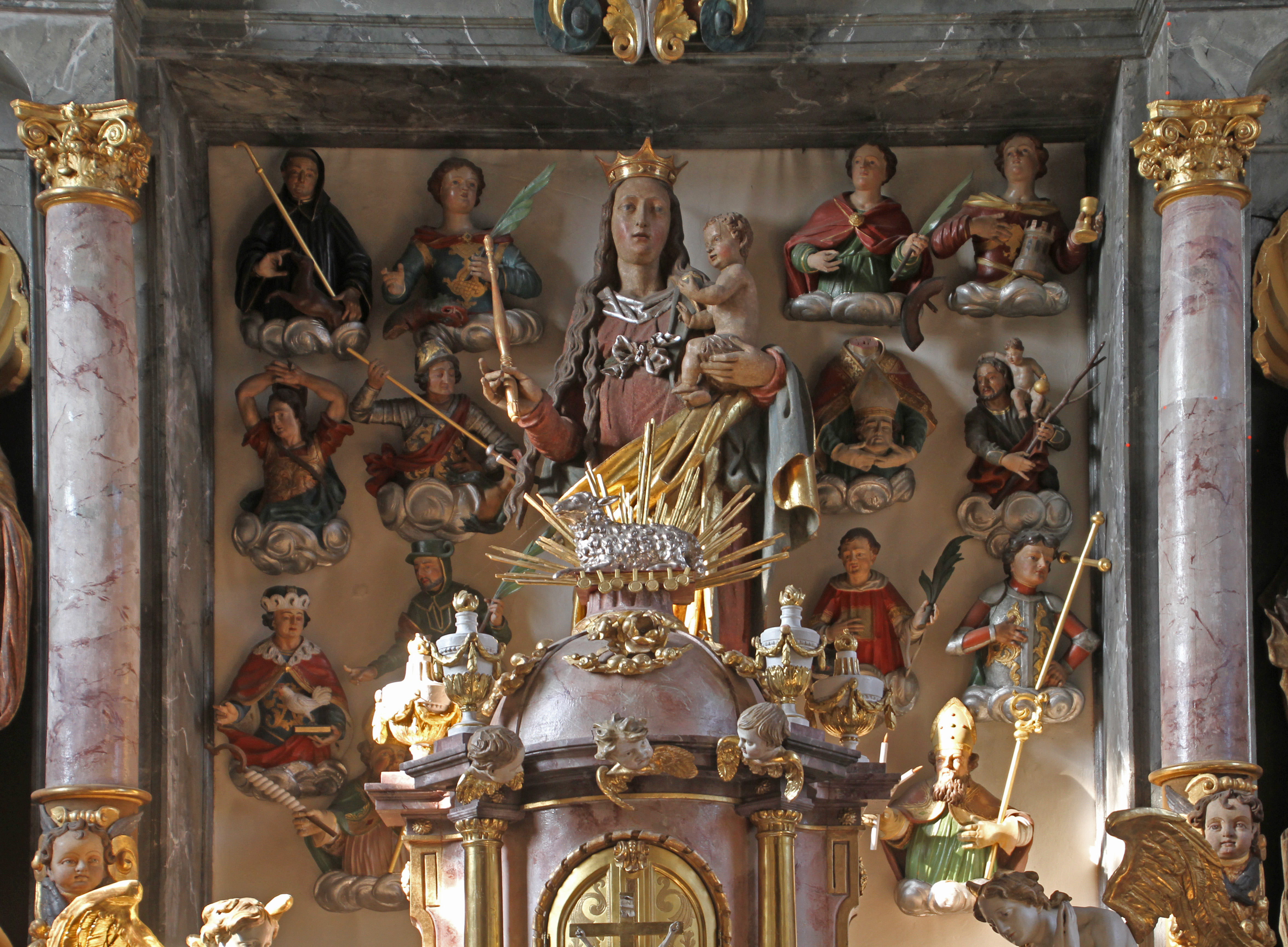
Madonna vor den vierzehn Nothelfern

Die römisch-katholische Kuratiekirche St. Barbara ist die Dorfkirche von Oberschwappach, einem Ortsteil der Gemeinde Knetzgau im unterfränkischen Landkreis Haßberge. Die Kirche liegt unweit des Schlosses Oberschwappach.

## Geschichte
Oberschwappach gehörte als Kuratie zur Pfarrei Westheim. Die Kirche wurde im Jahr 1721 erbaut, vermutlich von Joseph Greissing.

## Beschreibung
Die Kirche ist eine Saalkirche. Das Langhaus mit drei Fensterachsen, der eingezogene Chor mit einer Fensterachse und die Sakristei reihen sich von Süden nach Norden aneinander. Die Fenster von Langhaus und Chor sind Segmentbögen. Die Kirche hat ein Walmdach und innen muldenförmige Decken mit Stuck. Über der gegliederten westlichen Giebelfassade erhebt sich der Dachreiter mit welscher Haube.

## Ausstattung
Der Hochaltar entstand um die Mitte des 17. Jahrhunderts. Zentrale Figur ist die Muttergottes mit Kind vor Reliefs der vierzehn Nothelfer. Darüber befindet sich eine Figurengruppe der Krönung Mariens.
Die Seitenaltäre mit Altargemälden St. Liborius (rechts) und St. Barbara (links) wurden um das Jahr 1680 angefertigt. Ihre Säulen sind im Gegensatz zu denen des Hochaltars gedreht. Weiterhin befinden sich in der Kirche Figuren der Heiligen Klara und Katharina (um 1500) sowie des heiligen Sebastian und ein Kruzifix aus der Zeit um 1750.